# 祈祷镇
祈祷镇（英語：Praying town）是新英格兰的英国殖民政府于1646年—1675年设立的定居点，目的是使当地的美洲原住民皈依基督教 。
迁入这些定居点的原住民被称为“祈祷印第安人”。在1674年之前，这些村庄是十三殖民地中最为雄心勃勃的原住民基督教化实验，并促成了最早的阿尔冈昆语书籍的诞生，包括英属北美印刷的第一本《圣经》。在1675年—1678年的菲利普国王战争期间，许多祈祷镇被废弃，部分原因是大量“祈祷印第安人”被强行关押在鹿岛上，许多人在1675年的冬天中死亡。战后，许多原本分配好的祈祷镇未能恢复，但仍有部分得以保留。现今新英格兰地区的一些人仍可追溯其祖先至这些祈祷镇的居民。